# جو غاردينر
جو غاردينر (بالإنجليزية: Joe Gardiner)‏ (23 أغسطس 1916 في المملكة المتحدة - 1997 بولفرهامبتن في المملكة المتحدة) هو لاعب كرة قدم بريطاني (وحمل سابقاً جنسية المملكة المتحدة لبريطانيا العظمى وأيرلندا) في مركز الدفاع. لعب مع وولفرهامبتون واندررز.